# 泸州云龙机场
泸州云龙机场位于泸州市泸县云龙镇与龙马潭区石洞街道、双加镇结合部。民航飞行区等级运营初期为4C，实际按4D级别建设，军用三级机场。2013年10月28日开工建设，于2018年9月10日投入使用。  2023年，該機場錄得乘客流量 2,303,102人次，飛機起降27,409架次 ，貨物吞吐量 5,037.0公噸。

## 机场概况
泸州云龙机场由原泸州蓝田机场迁建而来。泸州云龙机场一期工程占地5100亩，将建成长2800米，宽50米的跑道，07号跑道为I类精密近进跑道，平行滑行道长2800米，宽18米，距跑道176米。设计年货邮吞吐量10000吨、年飞机起降24762架次。民航航站楼（T1）占地面积30000m²，航站楼一层为到达层和远机位候机厅，二楼为出发层（国内与国际），设计有8个登机廊桥。停车场9000m²，满足260万人次客流设计。设置14个机位的站坪。按照上级有关批复，云龙机场飞行区按4C标准建设。由于一期飞行区主要基础设施实际上已达到4D标准，机场建成投用后将尽快完善配套设施并向相关部门申请，争取早日按4D标准运行。
建设时也同步设计并建设地面交通的换乘中心，与周边交通进行配套，泸州市规划的轨道交通4号线将到达云龙机场。原规划建设的川南城际铁路在接近云龙机场的地方设有空港站，后因铁路改线，改为西进泸州站而不在云龙机场设站。
2024年9月5日川南进近管制区正式启用，覆盖自贡、泸州、内江、乐山、宜宾五市及云南省昭通市部分区域，缓解以泸州云龙机场、宜宾五粮液机场为主的运输矛盾。

## 建设历程
2012年5月，国务院、中央军委批准泸州云龙机场立项。
2014年8月，泸州云龙机场总体规划通过成空审查。
2014年11月，泸州云龙机场工程可行性研究报告获得批复。
2016年4月，泸州云龙机场全面开工建设。
2018年5月25日，泸州云龙机场成功校飞。
2018年6月28日，泸州云龙机场成功试飞。
2018年8月25日，泸州云龙机场民航专业工程通过竣工验收。
2018年8月31日，泸州云龙机场通过行业验收。
2018年9月3日，泸州云龙机场取得民用机场使用许可证。
2018年9月10日，泸州云龙机场正式通航。

## 航线
| 航空公司           | 目的地                                                                           |
| ------------------ | -------------------------------------------------------------------------------- |
| 中国国际航空（CA） | 广州                                                                             |
| 中国东方航空（MU） | 北京/大兴、上海/浦东、天津、杭州、武汉、南京、昆明、济南、青岛、郑州、温州、宁波 |
| 中国南方航空（CZ） | 广州、深圳、珠海                                                                 |
| 北部湾航空（GX）   | 兰州、海口                                                                       |
| 多彩贵州航空（GY） | 贵阳、石家庄                                                                     |
| 四川航空（3U）     | 杭州、西安、三亚、宁波、乌鲁木齐、南宁、西宁、银川、丽江、西双版纳、西昌、稻城   |
| 西藏航空（TV）     | 拉萨、揭阳                                                                       |
| 厦门航空（MF）     | 北京/大兴、上海/虹桥、深圳、厦门、长沙、泉州、福州                               |
| 吉祥航空（HO）     | 南京                                                                             |
| 河北航空（NS）     | 石家庄、揭阳                                                                     |
| 江西航空（RY）     | 南昌、郑州                                                                       |
| 西部航空（PN）     | 合肥、拉萨                                                                       |
| 成都航空（EU）     | 合肥、西昌                                                                       |
| 重庆航空（OQ）     | 银川、惠州                                                                       |

## 地面交通

### 机场巴士
| 序号 | 运行线路                      | 运行时间               | 票价 |
| ---- | ----------------------------- | ---------------------- | ---- |
| 1    | 泸州云龙机场 ↔ 泸州客运中心站 | 发班时间与航班定时对接 | 免费 |
| 2    | 泸州云龙机场 ↔ 泸州站         | 发班时间与高铁定时对接 | 免费 |

### 公交
| 序号 | 线路名称 | 起讫点                        | 运行时间                                              | 票价  |
| ---- | -------- | ----------------------------- | ----------------------------------------------------- | ----- |
| 1    | 94路     | 泸州云龙机场 ↔ 绿景路         | 泸州云龙机场：08:30-18:30 绿景路：07:00-17:00         | 2-5元 |
| 2    | 95路     | 泸州云龙机场 ↔ 泸州客运中心站 | 泸州云龙机场：07:30-19:30 泸州客运中心站：06:30-18:30 | 2-3元 |
| 3    | 98路     | 泸州云龙机场 ↔ 大驿坝         | 泸州云龙机场：10:00、19:00 大驿坝：8:30、17:30        | 2-3元 |
| 4    | 101路    | 泸州云龙机场 ↔ 纳溪公交公司   | 泸州云龙机场：09:10、18:30 纳溪公交公司：07:10、16:30 | 2-7元 |
| 5    | 609路    | 泸州云龙机场 ↔ 泸县客运中心   | 06:00-18:00                                           | 2-5元 |
| 6    | 927路    | 泸州云龙机场 ↔ 泸州客运中心站 | 泸州云龙机场：07:30-17:30 泸州客运中心站：06:30-18:00 | 2元   |